# Campeonato da Europa de Atletismo de 2014 - 3000 m com obstáculos masculino
A prova dos 3000 metros com obstáculos masculino do Campeonato da Europa de Atletismo de 2014 foi disputada entre os dias 12 e 14 de agosto de 2014 no Estádio Letzigrund em Zurique, na Suíça. 

## Recordes
Antes desta competição, os recordes mundiais e do campeonato nesta prova eram os seguintes:
|                       | Nome                        | Nacionalidade | Tempo   | Local     | Data                  |
| --------------------- | --------------------------- | ------------- | ------- | --------- | --------------------- |
| Recorde mundial       | Saif Saaeed Shaheen         | Catar         | 7m53s63 | Bruxelas  | 3 de setembro de 2004 |
| Recorde do campeonato | Mahiedine Mekhissi-Benabbad | França        | 8m07s87 | Barcelona | 1 de agosto de 2010   |
| Recorde europeu       | Mahiedine Mekhissi-Benabbad | França        | 8m00s09 | Paris     | 6 de julho de 2013    |

## Medalhistas
| Ouro              | Prata                   | Bronze              |
| Yoann Kowal (FRA) | Krystian Zalewski (POL) | Ángel Mullera (ESP) |

## Cronograma
Todos os horários são locais (UTC+2).
| Data         | Hora  | Evento  |
| ------------ | ----- | ------- |
| 12 de agosto | 12:20 | Bateria |
| 14 de agosto | 20:45 | Final   |

## Resultados

### Bateria
Qualificação: 5 atletas de cada bateria  (Q) mais os 5 melhores qualificados (q). 
| Posição | Bateria | Atleta                      | Nacionalidade | Tempo   | Notas |
| ------- | ------- | --------------------------- | ------------- | ------- | ----- |
| 1       | 2       | Mateusz Demczyszak          | Polónia       | 8:31.62 | Q     |
| 2       | 2       | Martin Grau                 | Alemanha      | 8:32.35 | Q     |
| 3       | 2       | Yuri Floriani               | Itália        | 8:33.05 | Q     |
| 4       | 2       | Tarık Langat Akdağ          | Turquia       | 8:33.39 | Q     |
| 5       | 2       | Mahiedine Mekhissi-Benabbad | França        | 8:33.44 | Q     |
| 6       | 2       | Nikolay Chavkin             | Rússia        | 8:34.29 | q     |
| 7       | 2       | Sebastián Martos            | Espanha       | 8:34.35 | q     |
| 8       | 1       | Krystian Zalewski           | Polónia       | 8:35.44 | Q     |
| 9       | 1       | Mitko Tsenov                | Bulgária      | 8:35.45 | Q     |
| 10      | 1       | Jukka Keskisalo             | Finlândia     | 8:35.98 | Q     |
| 11      | 1       | Yoann Kowal                 | França        | 8:36.27 | Q     |
| 12      | 2       | Ángel Mullera               | Espanha       | 8:36.33 | q,    |
| 13      | 2       | Janne Ukonmaanaho           | Finlândia     | 8:36.44 | q     |
| 14      | 1       | Steffen Uliczka             | Alemanha      | 8:36.59 | Q     |
| 15      | 1       | Ivan Lukyanov               | Rússia        | 8:37.02 | q     |
| 16      | 2       | Andrey Farnosov             | Rússia        | 8:37.31 |       |
| 17      | 1       | James Wilkinson             | Grã-Bretanha  | 8:39.78 |       |
| 18      | 1       | Hakan Duvar                 | Turquia       | 8:42.03 |       |
| 19      | 1       | Tom Erling Kårbø            | Noruega       | 8:42.33 |       |
| 20      | 1       | Daniel Lundgren             | Suécia        | 8:43.98 |       |
| 21      | 2       | Vadym Slobodenyuk           | Ucrânia       | 8:43.99 |       |
| 22      | 2       | Noam Ne'eman                | Israel        | 8:45.33 |       |
| 23      | 1       | Patrick Nasti               | Itália        | 8:46.80 |       |
| 24      | 2       | Alberto Paulo               | Portugal      | 8:47.18 |       |
| 25      | 1       | Christian Steinhammer       | Áustria       | 8:58.58 |       |
| 26      | 1       | Justinas Beržanskis         | Lituânia      | 9:01.56 |       |
| 27      | 2       | Albert Minczér              | Hungria       | 9:32.13 |       |
| 28      | 1       | Víctor García               | Espanha       | DNF     |       |

### Final
| Posição           | Atleta                      | Nacionalidade | Tempo   | Notas                |
| ----------------- | --------------------------- | ------------- | ------- | -------------------- |
| Medalha de ouro   | Yoann Kowal                 | França        | 8:26.66 |                      |
| Medalha de prata  | Krystian Zalewski           | Polónia       | 8:27.11 |                      |
| Medalha de bronze | Ángel Mullera               | Espanha       | 8:29.16 | Recorde da temporada |
| 4                 | Sebastián Martos            | Espanha       | 8:30.08 |                      |
| 5                 | Ivan Lukyanov               | Rússia        | 8:32.50 |                      |
| 6                 | Jukka Keskisalo             | Finlândia     | 8:32.70 |                      |
| 7                 | Steffen Uliczka             | Alemanha      | 8:32.99 |                      |
| 8                 | Tarık Langat Akdağ          | Turquia       | 8:33.13 |                      |
| 9                 | Mitko Tsenov                | Bulgária      | 8:34.16 |                      |
| 10                | Mateusz Demczyszak          | Polónia       | 8:34.32 |                      |
| 11                | Janne Ukonmaanaho           | Finlândia     | 8:42.45 |                      |
| 12                | Yuri Floriani               | Itália        | 8:44.05 |                      |
| 13                | Martin Grau                 | Alemanha      | 8:44.46 |                      |
| 14                | Nikolay Chavkin             | Rússia        | 8:45.70 |                      |
| 15 !              | Mahiedine Mekhissi-Benabbad | França        | DSQ     |                      |

Legenda
| Recorde mundial       | Recorde mundial (World record)               |                       | Recorde africano                      | Recorde africano (African) |                                           | Q | Classificado por posição (Qualified) |
| Recorde do campeonato | Recorde do campeonato (Championship record)  | Recorde da América    | Recorde da América (Americas)         | q                          | Classificado por melhor tempo (Qualified) |   |                                      |
| Melhor marca do ano   | Melhor marca do ano (World leading)          | Recorde asiático      | Recorde asiático (Asian)              | DNS                        | Não largou (Did not start)                |   |                                      |
| Recorde nacional      | Recorde nacional (National record)           | Recorde europeu       | Recorde europeu (European)            | DNF                        | Não terminou (Did not finish)             |   |                                      |
| Recorde pessoal       | Recorde pessoal do atleta (Personal best)    | Recorde da Oceania    | Recorde da Oceania (Oceania)          | DSQ / DQ                   | Desclassificado (Disqualified)            |   |                                      |
| Recorde da temporada  | Recorde da temporada do atleta (Season best) | Recorde sul-americano | Recorde sul-americano (South America) | NM                         | Sem marca (No mark)                       |   |                                      |